# 邵氏裸胸鱔
邵氏裸胸鱔（学名：Gymnothorax shaoi），又稱邵氏裸胸鯙、錢鰻、薯鰻、虎鰻，為輻鰭魚綱鰻鱺目鯙亞目鯙科的其中一種，分布於西北太平洋的台灣海域，體長可達60.8公分，為底棲性魚類，屬肉食性，生活習性不明。

## 擴展閱讀
維基物種上的相關：邵氏裸胸鱔